# معدن گل سفید
روستای گل سفید یک منطقهٔ مسکونی در ایران است که در دهستان ناغان واقع شده‌است.